# Крушево (Обровац)
Крушево је насељено мјесто у Буковици, у сјеверној Далмацији. Припада граду Обровцу, у Задарској жупанији, Република Хрватска.

## Географија
Налази се 3 км југозападно од Обровца. Дио Крушева се налази на обали Каринског и Новиградског мора. Засеоци у мјесту су: Горње и Доње поље, Отишина, Брчић, Зевелинац, Уздраге, Рибница, Подгреда, Орљак, Кобљани, Космач, Буковац, Драге, итд...

## Историја
Крушево се од распада Југославије до августа 1995. године налазило у Републици Српској Крајини.

## Култура
У Крушеву се налази римокатоличка црква Св. Јурја.

## Становништво
Према попису из 1991. године, Крушево је имало 1.674 становника, од чега 1.556 Хрвата, 107 Срба, 2 Југословена и 9 осталих. Према попису становништва из 2001. године, Крушево је имало 1.078 становника. Крушево је према попису становништва из 2011. године имало 1.112 становника.
| Демографија | Демографија | Демографија |
| Година      | Становника  | Становника  |
| ----------- | ----------- | ----------- |
| 1961.       | 2.206       |             |
| 1971.       | 2.370       |             |
| 1981.       | 1.978       |             |
| 1991.       | 1.674       |             |
| 2001.       | 1.078       |             |
| 2011.       |             | 1.112       |

## Попис 1991.
На попису становништва 1991. године, насељено место Крушево је имало 1.674 становника, следећег националног састава:
| Попис 1991.‍   | Попис 1991.‍  | Попис 1991.‍ | Попис 1991.‍ | Попис 1991.‍ |
| ------------- | ------------ | ----------- | ----------- | ----------- |
|               |              |             |             |             |
| Хрвати        | Хрвати       |             | 1.556       | 92,95%      |
| Срби          | Срби         |             | 107         | 6,39%       |
| Југословени   | Југословени  |             | 2           | 0,11%       |
| Русини        | Русини       |             | 1           | 0,05%       |
| неопредељени  | неопредељени |             | 1           | 0,05%       |
| непознато     | непознато    |             | 7           | 0,41%       |
| укупно: 1.674 |              |             |             |             |

## Презимена
| - Анић — Римокатолици - Башић — Римокатолици - Брајновић — Римокатолици - Бркић — Римокатолици - Драгић — Православци, славе Св. Стефана - Вркић — Римокатолици - Допуђ — Православци, славе Св. Стефана - Жупан — Римокатолици - Јурјевић — Римокатолици | - Карамарко — Римокатолици - Кланац — Римокатолици - Мариновић — Римокатолици - Марић — Римокатолици - Миљанић — Римокатолици - Перица — Римокатолици - Јурица — Римокатолици - Чуде — Православци, славе Св. Стефана - Шоша — Римокатолици |

## Познате личности
- Јово Допуђ, мајор Српске војске Крајине
- Томислав Карамарко, хрватски политичар и бивши министар МУП-а Хрватске
- Катарина Перица Кирин, хрватска глумица